# Cư Prao
Cư Prao là một xã thuộc tỉnh Đắk Lắk, Việt Nam.

## Địa lý
Xã Cư Prao có vị trí địa lý: 
- Phía đông giáp tỉnh Phú Yên
- Phía tây giáp huyện Ea Kar
- Phía nam giáp xã Ea Lai
- Phía bắc giáp huyện Ea Kar và tỉnh Phú Yên.

Xã Cư Prao có diện tích 124 km², dân số năm 1996 là 1.971 người, mật độ dân số đạt 16 người/km².

## Lịch sử
Cư Prao trước đây là một phần của xã Krông Jing thuộc huyện M'Drắk.
Ngày 18 tháng 11 năm 1996, Chính phủ ban hành Nghị định 71/CP. Theo đó, thành lập xã Cư Prao trên cơ sở 12.400 ha diện tích tự nhiên và 1.971 nhân khẩu của xã Krông Jing.

## Hành chính
Xã Cư Prao có 15 thôn, buôn được chia thành 11 thôn: 1, 2, 3, 4, 5, 6, 7, 8, 9, 10, Đắk Phú và 4 buôn: Hoang, Pa, Năng, Zô.

## Kinh tế - xã hội
Cư Prao là một xã thuần nông chủ yếu là cây nông nghiệp ngắn ngày như: mía, đậu, sắn, ngô,... Và một số lượng đáng kể là trồng rừng nguyên liệu giấy.
Hơn 1/3 dân số có hơn 5.000 người, chủ yếu là người đồng bào dân tộc tại chỗ là người Êđê và dân tộc miền núi phía bắc như: Tày, Nùng, Mông,....
Lòng hồ thủy điện Krông H'Năng công suất 64MB thuộc xã này.
Năm 2010, đã hoàn thành tỉnh lộ 13 nối trung tâm xã với đường 693, đáp ứng nguyện vọng nhân dân, phục vụ đắc lực cho phát triển nông nghiệp. Do là vùng trông nguyên liệu mía nên có mật độ xe lớn nên khi đưa vào sử dụng không lâu đã bị xuống cấp trầm trọng.
Hiện nay, toàn bộ các thôn buôn trong xã đều đã được sử dụng điện lưới.
Hệ thống điện đường, trường, trạm căn bản đã đầy đủ để phục vụ nhu cầu của người dân.
Ngoài ra, xã cũng đã xây dựng một chợ nhà lồng để phục vụ nhu cầu mua sắm của người dân.

### Giáo dục
Toàn xã có một trường mẫu giáo, một trường tiểu học Nguyễn Du và 1 trường THCS Nguyễn Khuyến với nhiều giáo viên.

## Văn hóa - thể thao
Nơi đây cũng từng là căn cứ Cách mạng.

### Thể thao
Có một sân vận động nằm ngay trung tâm xã phục vụ cho nhu cầu vui chơi, giải trí và là nơi phục vụ các hoạt động vui chơi, tổ chức sự kiện giải trí cho người dân tham gia.